# Döllstädt
Döllstädt est une commune allemande de l'arrondissement de Gotha en Thuringe, qui fait partie de la communauté d'administration Fahner Höhe (Verwaltungsgemeinschaft Fahner Höhe).

## Géographie

Situation de la commune (en rouge) dans l'arrondissement de Gotha

Döllstädt est située au nord de l'arrondissement, dans le bassin de Thuringe au nord des collines de Fahner, à la limite avec l'arrondissement d'Unstrut-Hainich, à 21 km au nord de Gotha, le chef-lieu de l'arrondissement.
Döllstädt fait partie de la communauté d'administration Fahner Höhe.
Communes limitrophes (en commençant par le nord et dans le sens des aiguilles d'une montre) : Großvargula, Herbsleben, Dachwig, Großfahner, Eschenbergen et Tonna.

## Histoire
La première mention de Döllstädt date de 799 sous le nom de Tullenstat dans un document de l'abbaye de Fulda. En 874, le village est de nouveau cité sous le nom de Tolestat dans une querelle opposant l'abbé de Fulda et l'archevêque de Mayence au sujet de la perception de la dîme et tranchée par le roi Louis II de Germanie au profit de l'abbé de Fulda.
Le village et son château entrent dans les domaines des seigneurs de Salza en 1212, puis dans ceux des comtes de Gleichen L'archevêque de Mayence y fonde un monastère cistercien en 1291 qui sera dissous au moment de la Réforme protestante en 1530. Le château est assiégé et le village brûlé en 1540.
En 1631, Döllstädt entre le domaine du duché de Saxe-Cobourg-Gotha (cercle de Gotha). Le village prospère grâce à la culture du pastel, puis, au XVIIIe siècle, du carthame des teinturiers, de l'anis vert et de la coriandre, toutes cultures abandonnées à la fin du siècle à cause des nombreux parasites qui les détruisent.
En 1889, Döllstädt est relié au réseau ferré (ligne Gotha-Tennstedt) et, en 1897, à la ligne Bad Langensalza-Erfurt.
En 1922, après la création du land de Thuringe, Döllstadt est intégrée au nouvel arrondissement de Gotha avant de rejoindre le district d'Erfurt en 1949 pendant la période de la République démocratique allemande jusqu'en 1990.

## Démographie
Commune de Döllstädt :
| 1910 | 1925  | 1933  | 1939  | 1995  | 2000  | 2005  | 2010  |
| ---- | ----- | ----- | ----- | ----- | ----- | ----- | ----- |
| 859  | 1 039 | 1 033 | 1 065 | 1 100 | 1 310 | 1 236 | 1 167 |

## Politique
À l'issue des élections municipales du 7 juin 2009, le Conseil municipal, composé de 12 sièges, est composé comme suit :
| Parti                            | Nombre de conseillers | Pourcentage de voix |
| -------------------------------- | --------------------- | ------------------- |
| CDU                              | 5                     | 40,5 %              |
| BID, Burger Initiative Döllstädt | 4                     | 35,7 %              |
| Die Linke                        | 2                     | 12,8 %              |
| FDP                              | 1                     | 7,4 %               |

## Communications
Döllstädt est desservie par ligne ferroviaire Erfurt-Bad Langensalza (Erfurter Bahn 1).
La commune est traversée par la route nationale B176 Bad Langensalza-Andisleben qui rejoint la B4 vers Erfurt. La route régionale L1027 rejoint au nord Hersleben et Bad Tennstedt et se dirige au sud vers Großfahner et Gotha.